# Odontomelus manipurensis
Odontomelus manipurensis är en insektsart som beskrevs av Meinodas och Shafee 1990. Odontomelus manipurensis ingår i släktet Odontomelus och familjen gräshoppor. Inga underarter finns listade i Catalogue of Life.